# صولحي دولك
صولحى دولك (بالتركية: Sulhi Dölek)‏ولد صولحي دولك في 20 سبتمبر عام 1948 وتوفى في 7 نوفمبر عام 2005. وهو كاتب تركي وسيناريست.

## حياته
إن دولك الذي ولد في إسطنبول في 20 سبتمبر عام 1948 قد تلقى تعليمه الإبتدائى والثانوي في مدرسة رامي في إسطنبولوبعدها تخرج من مدرسة دنيز حرب ثم من جامعة ميشيغان. وعمل في وظائف متعدده في القوات البحريه باعتباره مهندسا متميزا في إنشاء السفن وذلك حتى عام 1989 وبعدها إتجه إلى كتابة السيناريوهات. 
ونشرت واحده من قصصه الأولى في رأس السنه لعام 1969. وفي نفس العام تم ضمه إلى كتاب مجلة اق بابا عندما نال جائزة يوسف ضياء أورطاطش عن مسرحيه من فصل واحد بعنوان «كفى فالدنيا لا تعود». وبفضل أعماله من روايات وقصص في السنوات التاليه فقد كتب مقالات ذات وجهه فكاهيه في المجلات الإسبوعيه مثل تشيفي، نقطه، تمبو وديوجن والتي تنشر مع الجرائد مثل المدة، جمهوريت، ملليت وفي مجلة فارلقك والمجلات الأدبيه الأخرى.
وحصل دولك على المركز الأول في مسابقة رويات الأطفال لوزارة الثقافة عن روايته «التل الأخضر» عام 1979 وتعتبر أعماله «المحصن ضد القنابل», «التجربة التي بدأت مؤخرا», «الوداع», «المستأجر», «إستسلم ياصغير», «حصان طرواده», «المرايا», «القنفذ», «مغامرات الحبس» من بين أعماله الأولى.
وبالإضافة لذلك فقد ألف دولك كتبا للأطفال كبحثه الذي يعتبر كتابا بعنوان «المانع الذي بداخلنا» وكتبه الأخرى مثل «الحصان الذي في الطابق الثالث», «التل الأخضر», «جدي صديقي», «حلوى الكستناء», «الطفل الذي يعرف كل شئ», «العازفون الصغار», «حقول الضحك» و«أبجدية الحيوانات»
وبفضل هذا فقد كان لدولك مسرحيات كثيره في المسرح والإذاعة والتيليفزيون. وترجم إلى لغتنا كتابا بعنوان «الأساطير الرائعه» للمؤلف امبروز بيرس وهذا في كتابه الذي أسماه «ضحك الظلام» أما عن روايته «المستأجر» فقد تم تكييفها للعرض في السينيما عام 1987.
وبالإضافة إلى أعماله التليفيزيونيه مثل الأب الرائع، لا تبلع الرماد، الربيع الثاني، لا تنساني، الصهر الغريب فقد ألف أيضا سيناريو لمسلسل سياسي ساخر بعنوان «حب المقاعد» والذي تم تخصيصه كعمل تليفزيونى مأخوذ عن رواية «حصان طرواده»
وقد توفى صولحي دولك إثر النزيف الدماغي الذي تعرض له بعد أن تمت معالجته في مستشفى حيدر باشا في تاريخ 7 نوفمبر عام 2005.

## أعماله

### قصصه
- الوداع (1983).
- حلوى الكستناء (1992).
- المرايا (1994).
- مغامرات الحبس (1997).
- الطفل الذي يعلم كل شئ (2002).
- العازفون الصغار (2002).

### رواياته
- المحصن من القنابل (1975).
- التل الأخضر (1979).
- حقول الضحك (1979).
- التجربة التي بدأت مؤخرا (1980).
- جدي صديقي (1981).
- المستأجر (1982).
- الحصان الذي في الطابق الثالت (1983).
- إستسلم يا صغير (1988).
- حصان طرواده (1991).
- القنفذ (1997).
- شارع الخطايا الصغيره (2005).

### أشعاره
- أبجدية الحيوانات (1995).

### أبحاثه
- المانع الذي بداخلنا (1990).

## جوائزه
- جائزة يوسف ضياء أورطاطش عام 1969, (كفى فالدنيا لا تعود).
- جائزة المركز الثالث عن روايات المنشورات القومية عام 1974, (المحصن ضد القنابل).
- جائزة المركز الأول في مسابقة السنه العالميه للطفوله عن وزارة الثقافة عام 1979, (التل الأخضر).
- جائزة صباح الدين علي أويكو للقصص عام 1983, (الوداع).
- جائزة مادارالي للروايات عام 1983, (المستأجر).
- جائزة يونس نادي أويكو عام 1994, (المرايا).
- الجائزة الكبيره في الأدب من بنك العمل عام 1996, (القنفذ).
- الجائزة الشرفيه في مسابقة المسرحيات من المسارح الدوليه عام 1999, (الشكاك).